# Сатайська сільська адміністрація
Сата́йська сільська адміністрація (каз. Сатай ауылдық әкімдігі, рос. Сатайская сельская администрация) — адміністративна одиниця у складі Узункольського району Костанайської області Казахстану. Адміністративний центр та єдиний населений пункт — село Сатай.
Населення — 609 осіб (2021; 797 у 2009, 1010 у 1999, 1385 у 1989).
Станом на 1989 рік існувала Суворовська сільська рада (села Казанка, Пілкіно, Суворово). 2019 року Суворовський сільський округ перейменовано в Сатайський. Села Казанка та Пілкіно були ліквідовані 2019 року, Сатайський сільський округ перетворено в сільську адміністрацію.

## Склад
До складу адміністрації входять такі населені пункти:
| Населений пункт | Старі назви | Населення, осіб (1989) | Населення, осіб (1999) | Населення, осіб (2009) | Населення, осіб (2021) |
| --------------- | ----------- | ---------------------- | ---------------------- | ---------------------- | ---------------------- |
| Пілкіно, село   | -           | 280                    | 206                    | 99                     | -                      |
| Сатай, село     | Суворово    | 887                    | 665                    | 628                    | 606                    |
| --Казанка, село | -           | 218                    | 139                    | 70                     | 3                      |